# Guglielma la Boema
Guglielma (la) Boema, Guglielma von Mailand oder von Böhmen, auch Wilhelmina (tschechisch Vilemína oder Blažena; * um 1210 in Böhmen; †  24. August 1281 in Mailand) war eine in Italien lebende Mystikerin. Sie war in ihrer Zeit gleichermaßen eine Heilige wie eine Häretikerin. Nach ihrem Tod entstand aus ihrer Verehrung die von der katholischen Kirche als häretisch unterdrückte Sekte der Guglielmiten.

## Leben

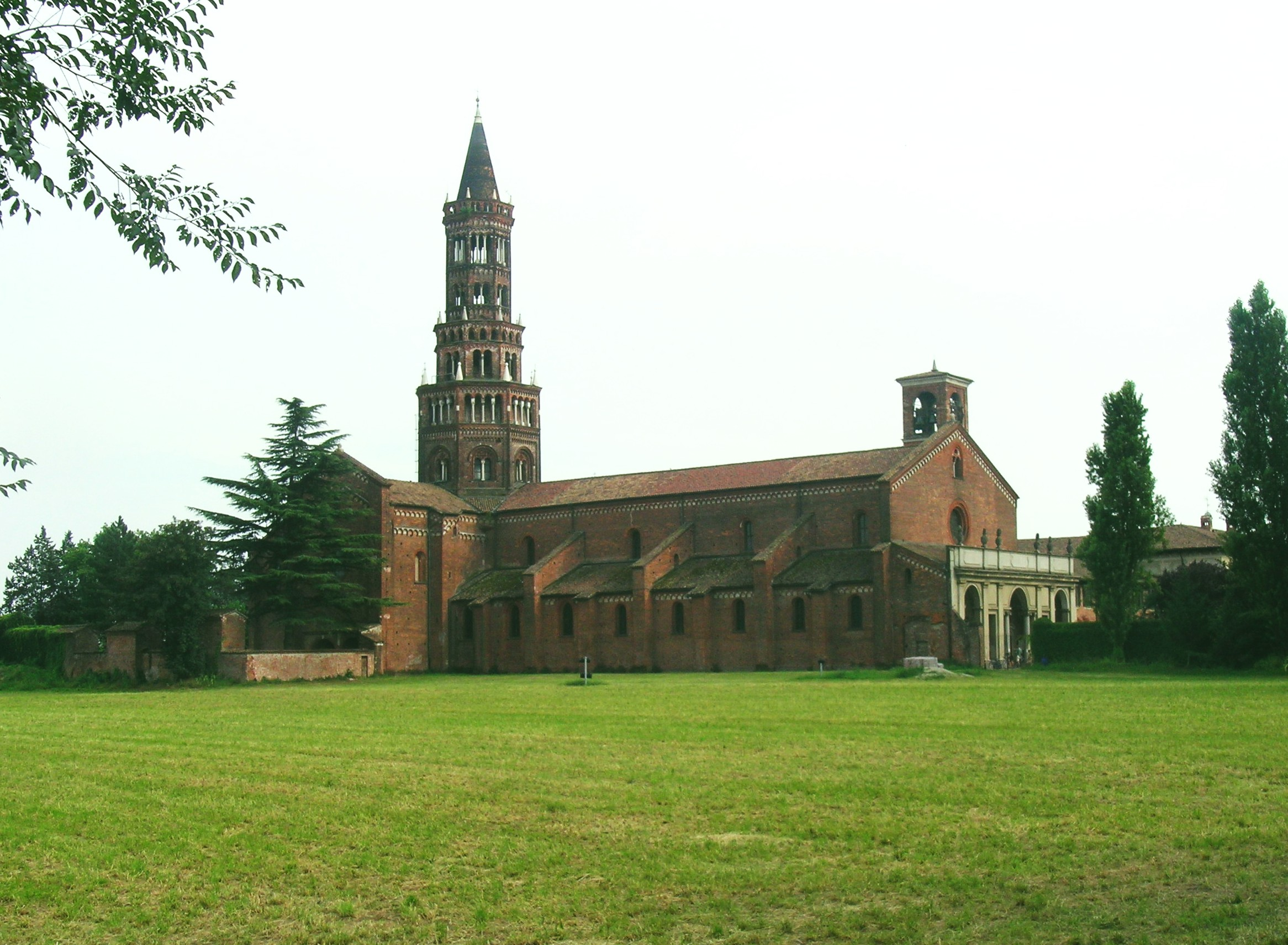
Zisterzienserabtei von Chiaravalle

Sie kam um 1260 als relativ vermögende Witwe von unbekannter Herkunft in Mailand an und lebte dort das Leben einer pinzochera, ein religiöses und enthaltsames, aber unabhängig von klösterlich-kirchlichen Institutionen geführtes Leben in ihrem eigenen Haus, vergleichbar den Tertiaren oder den Beginen.  Sie war offenkundig charismatisch in ihren Lehren und hatte einen Ruf als Heilerin. Es baute sich eine eng verbundene und loyale Gemeinschaft von Männern und Frauen um sie herum auf.
Es gibt Zuschreibung einer Abstammung aus dem böhmischen Königshaus (Tochter von Ottokar I. Přemysl), die nicht belegt aber auch nicht auszuschließen ist. Wahrscheinlicher ist aber eine nachträglich hergestellte Verbindung mit einer Region und einer Abstammungslinie aus der diverse Heilige hervorgegangen waren: Agnes von Böhmen, Elisabeth von Ungarn, Margareta von Ungarn,  Hedwig von Andechs oder Ludmilla von Böhmen.
Guglielma starb am 24. August 1281 und wurde in der Zisterzienserabtei von Chiaravalle Milanese begraben.

## Kult und Sekte der Guglielmiten
Guglielma wurde sofort Objekt einer umfänglichen Heiligenverehrung und es bildete sich eine joachimitisch beeinflusste spiritualistische  Sekte (Guglielmiten). Die Kapelle, die ihre Überreste beherbergte, wurde zu einem Ort der Anbetung, der von Anhängern und Verehrern besucht wurde.
Ihr ehemals innerer Kreis von mehr als dreißig Personen aus dem Mailänder Großbürgertum ging aber weit über eine Verehrung als Heilige hinaus. Angeführt von einem Laien, Andrea Saramita, und einer Schwester eines Umiliate-Ordens, Maifreda da Pirovano, glaubten sie, dass Guglielma eine Inkarnation des Heiligen Geists selbst gewesen war. Der Heilige Geist sei gekommen, um eine neue, allumfassende Kirche zu gründen, welche die korrupte, von Bonifatius VIII. regierte Kirche ersetzen und Juden, Heiden und Sarazenen retten werde. Nach der Auferstehung und Himmelfahrt Guglielmas werde diese utopische Kirche von ihrem „irdischen Vikar“ geleitet werden, niemand anderem als Schwester Maifreda. Die Sekte hatte aus heutiger Sicht feministische Züge, erwartete Heilsvermittlung auch durch Frauen mit einer weiblichen Kirchenhierarchie bis zu einer Päpstin. Nach Peter Dinzelbacher lag der zeitgenössische Hintergrund der Sekte in der prekären Situation der Mailänder Kirche. Obwohl sie nur lokal und kurzzeitig von Bedeutung war mache ihre Geschichte aber nach Dinzelbacher deutlich, dass damals eine Frau jahrelang liturgisch sowohl von Mitgliedern eines Ordens als auch von Laien als Heilige verehrt werden konnte, obwohl sie nach Lehre der katholischen Kirche eine Häretikerin war. Es ist aber nach Dinzelbacher unklar, ob die Lehre der Sekte auch schon von Guglielma vertreten wurde.

## Prozesse
Die Inquisition wurde auf den Kult aufmerksam, der sich um die „Heilige“ Guglielma bildete. Nach einzelnen Maßnahmen in den vorherigen Jahren leiteten 1300 die beiden Inquisitoren Guido da Cocconato und Rainerio da Pirovano auf Basis der Bulle Saepe sanctam Ecclesiam (1296) von Papst Bonifatius VIII. den Prozess gegen die Ketzer ein. Eine der ersten Maßnahmen der beiden Inquisitoren war die Entfernung des Kultgegenstandes, d. h. der Überreste von Guglielma. Höchstwahrscheinlich wurden sie auf einem Scheiterhaufen verbrannt, ebenso wie die Bilder von ihr und alle anderen Reliquien.
Aus dem inneren Kreis wurden Maifreda da Pirovano und die „Schwester“ Giacoma dei Bassani als ketzerisch und rückfällig verurteilt und der weltlichen Gerichtsbarkeit zur Vollstreckung der Todesstrafe auf dem Scheiterhaufen übergeben. Nicht ganz eindeutig den Inquisitionsakten zu entnehmen, wurde wohl auch Andrea Saramita, der ebenfalls als rückfälliger Ketzer beurteilt wurde, hingerichtet. Außer den drei hingerichteten Hauptangeklagten wurden 30 weitere angeklagt, wobei unter den Angeklagten 21 Frauen waren. Sie erhielten nur eine geringfügige Bestrafung.
Insgesamt war das Vorgehen gegen den Kreis auch von politischen Aspekten in der Auseinandersetzung zwischen den Parteien der Guelfen, die auf Seiten des Papstes standen, und Ghibellinen auf Seiten des Kaisers bestimmt. In Mailand standen die Visconti auf Seiten des Kaisers (Ghibellinen) und errangen 1281 einen Sieg gegen die Familie della Torre, die zuvor Mailand beherrschte und auf Seiten des Papstes stand. Die Machtkämpfe dauerten aber noch mit wechselseitigem Erfolg an bis sich die Visconti endgültig durchsetzten. Die im Inquisitionsprozess angeklagte Maifreda da Pirovano war eine direkte Kusine von Matteo I. Visconti, seit 1287 Capitano del Populo und politischer Anführer Mailands. Auch andere einflussreiche Familien befanden sich in dem Kreis der Beschuldigten. Im Vorgehen von Papst Johannes XXII. gegen die Visconti wurden 1322 Matteo und Galeazzo I. Visconti der Häresie angeklagt, unter anderem mit glaubwürdigen Vorwürfen der Verbindung zur „häretischen Maifreda“ und ihrem Kreis und der Behinderung der Inquisition gegen sie.
Segl zufolge liegen nach 1302 keine Nachrichten über die Sekte mehr vor.

## Nachleben

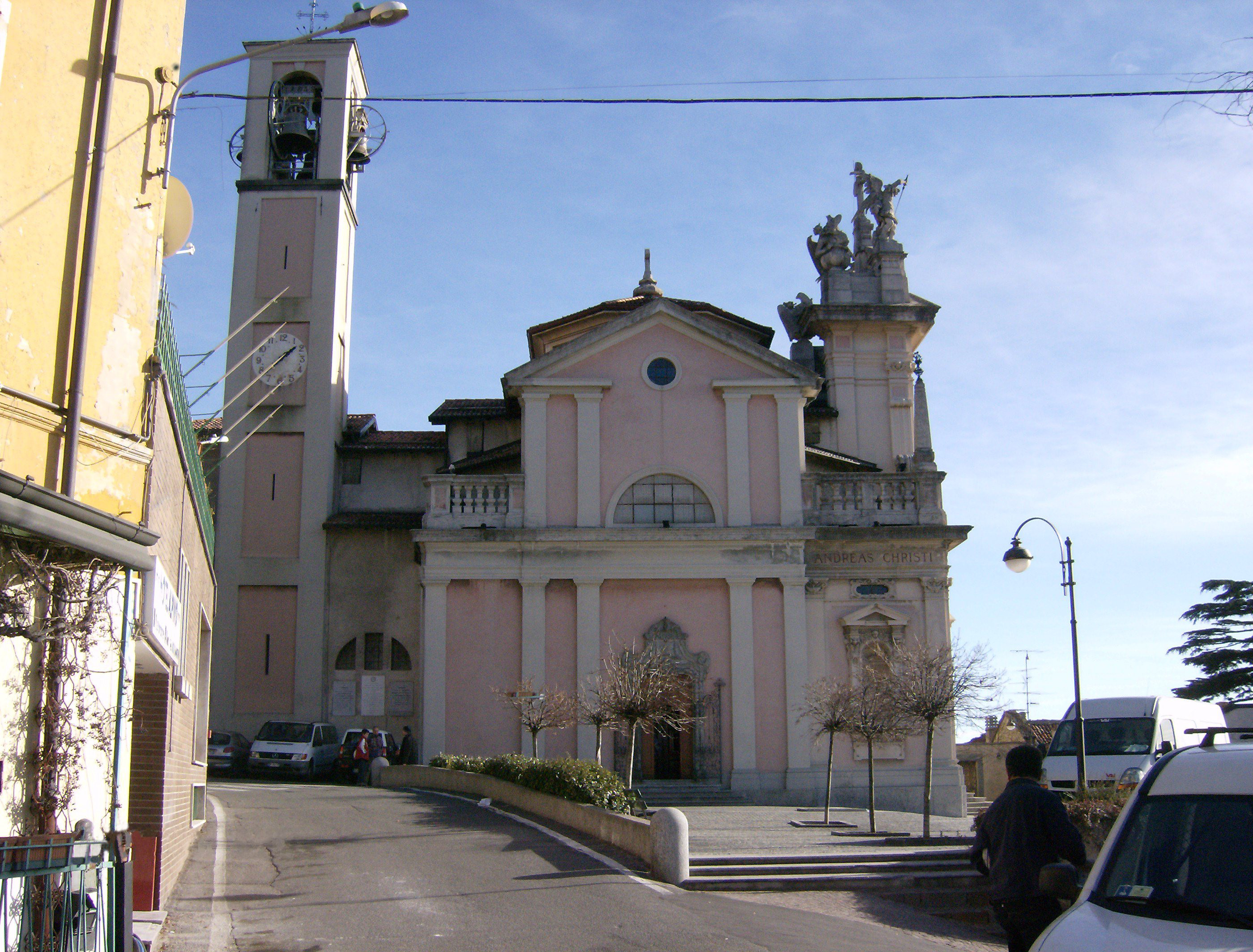
Fassade der Kirche St. Andreas in Brunate, in deren Inneren sich ein Fresko (von ca. 1450) der „Hl. Guglielma“ befindet.

Die Ausstrahlung der Guglielma war offensichtlich auch lange nach ihrem Tod groß. Neben der Protektion durch die Visconti nehmen andere „Guglielmas“ hagiografische und literarische Gestalt an, die miteinander in einer komplexen und metamorphischen Beziehung stehen: Sehr früh wurde im Mailänder Umfeld eine orgiastische Tradition überliefert, die eine Guglielma an der Spitze einer Gruppe von Männern und Frauen darstellte, die sich in nächtlichen Zusammenkünften trafen und paarten.
Es entsteht die Geschichte einer Figur, die als Tochter eines Königs von England und Frau eines Königs von Ungarn als Jungfrau in der Ehe bewahrt, von einem bösen Mann verleumdet und dann von wundersamen Ereignissen verfolgt wird, bevor sie endgültig rehabilitiert wird. Dies geht in die Annales Colmarienses (Colmarer Annalen) ein, die von der Anwesenheit einer mit dem Heiligen Geist identifizierten Frau „englischer Herkunft“ in Mailand sprechen:

“Praecedenti Anno venit de Anglia virgo decora, pariterque facunda, dicens, Spiritum Sanctum incarnatum in redemptionem Mulierum. Et baptizavit Mulieres in nomine Patris, et Filii et Sui. Quae mortua ducta fuit in Mediolanum, et cremata: cuius cineres Frater Johannes de Vissemburc se vidisse referet.”

Eine weitere identifizierende Weissagung ist verwoben mit der Geschichte der Päpstin Johanna. Die Tarot-Karte der Päpstin stellt möglicherweise Guglielma da und nicht die Päpstin Johanna.
Neben diesen Ausarbeitungen entspinnt sich eine hagiographische Linie, die in der Pfarrei von Brunate, wo noch heute eine „Heilige Guglielma“ verehrt wird, einen andächtigen Ausdruck finden: In der Kirche St. Andreas in Brunate findet sich ein Fresko von ca. 1450, auf dem Guglielma zwei als Maifreda da Pirovano und Andrea Saramita identifizierbare Personen segnet. Eine Heiligsprechung ist, auch lokal, nirgendwo verzeichnet und Guglielma wird auch in keinem anderen Ort als in Brunate verehrt. Ihr inoffizieller Gedenktag ist der letzte Sonntag im April.
Judy Chicago widmete ihr eine Inschrift auf den dreieckigen Bodenfliesen des Heritage Floor ihrer 1974 bis 1979 entstandenen Installation The Dinner Party. Die mit dem Namen Guillemine beschrifteten Porzellanfliesen sind dem Platz mit dem Gedeck für Petronilla de Meath zugeordnet.